# H. G. de Lisser
Herbert George de Lisser (9 de diciembre de 1878 - 19 de mayo de 1944) fue un periodista y autor jamaicano. Se le ha llamado "una de las figuras más destacadas de la historia de la literatura caribeña".[cita requerida]

## Primeros años
De Lisser nació en Falmouth, Jamaica, de padres de ascendencia afrojudía, y asistió a la Collegiate School en Kingston.

## Carrera de periodismo
Comenzó a trabajar en el Instituto de Jamaica a los 14 años. Tres años más tarde se unió al Jamaica Daily Gleaner, del cual su padre era editor, como corrector de pruebas, y dos años más tarde se convirtió en reportero del Jamaica Times.
En 1903, De Lisser se convirtió en editor asistente del Gleaner y fue editor ese mismo año. Escribía varios artículos para el periódico todos los días.

## Carrera literaria
En 1909 publicó una colección de ensayos, In Cuba and Jamaica, y en 1912 se publicó su segundo libro, Twentieth Century Jamaica. Continuó produciendo una novela o un libro de no ficción cada año. Su primera obra de ficción, Jane: A Story of Jamaica, es significativa por ser la primera novela antillana que tiene un personaje negro central. 
Otra famosa novela suya, La bruja blanca de Rosehall (1929), está vinculada a una leyenda de una aparición en Jamaica. De Lisser también escribió varias obras de teatro.  En diciembre de 1920 comenzó a publicar una revista anual, Planters’ Punch.
Entre 1913 y 1944, de Lisser, que dejó la escuela a la edad de catorce años, fue el hombre más poderoso en el mundo de los medios impresos, el debate político y la literatura nacional de Jamaica. Habiendo comenzado su carrera como escritor para el Jamaica Times, de Lisser se desempeñó como editor del periódico más influyente de Jamaica, el Daily Gleaner, desde 1904 hasta su muerte en 1944. Esta posición le dio casi un monopolio en la fabricación de la opinión pública. Su posición como secretario de la Asociación Imperial de Jamaica aumentó su poder político. Como secretario, actuó como embajador comercial de los intereses comerciales de Jamaica en el Reino Unido. Su apoyo fue fundamental para los políticos; su condena podría poner en peligro incluso el poder del gobernador. 2 Si bien a menudo desestimaba a los funcionarios ingleses, calificándolos de evidentemente incompetentes, dedicó la mayor parte de su energía a promover los intereses de la clase empresarial de Jamaica y oponerse al poder político y económico de la clase trabajadora.